# Индустрија забаве
Индустрија забаве или шоубизнис (енгл. show business) представља све професионалне, односно комерцијалне активности пружања услуга забаве. 
Термин има широко значење, иако су се под њим оригинално подразумевали одређени облици сценске уметности као што су: водвиљ или бурлеска. У свом даннашњем значењу под тиме се подразумевају: "комерцијалне" позоришне представе, филмови, радио и телевизијски програми, стрипови, видео игре, концерти и издавање звучних носача забавне музике, модних ревија и спортских догађаја, као и праћење живота славних у медијима. 
Термин обухвата непосредно извођење ових активности (плес, глума, музика, итд.), као и активности "иза сцене" које се односе на руковођење. 
Захваљујући законима о ауторским правима, шоубизнис је постао је постало једна од најјачих делатности у светској индустрији, а забављачи, певачи и глумци постали су богатије моћи и узор за децу и младе (често негативни). Индустрија забаве је често промотер лагодног живота, либерализма, скандала, спектакла, ексцес и декаденције. Кроз масовне медије индустрија популарне културе и забаве може утицати на свест људи, промовисати идеје и ставове. 
Холивуд је светски забавни центар. 